# Maculonaclia delicata
Maculonaclia delicata là một loài bướm đêm thuộc phân họ Arctiinae, họ Erebidae.